# Pseudosasa viridula
Pseudosasa viridula är en gräsart som beskrevs av Shou Liang Chen och Guo Ying Sheng. Pseudosasa viridula ingår i släktet splitcanebambusläktet, och familjen gräs. Inga underarter finns listade i Catalogue of Life.